# أدلفي (ماريلند)
أدلفي (بالإنجليزية: Adelphi CDP, Maryland) هي منطقة سكنية تقع بولاية ماريلند في الولايات المتحدة. تبلغ مساحتها 7.1 كم2، وترتفع عن سطح البحر 52 م، بلغ عدد سكانها 15,086 نسمة في عام 2010 حسب إحصاء مكتب تعداد الولايات المتحدة وتصل الكثافة السكانية فيها 2,124.8 نسمة لكل كيلومتر مربع (5,503.2/ميل2).

## التركيبة السكانية
حدّد مكتب تعداد الولايات المتحدة بيانات التركيبة السكانية لأدلفي في تعداد الولايات المتحدة. في ما يلي، التركيبة السكانية حسب تعدادي 2000 و2010.

### تعداد عام 2000
بلغ عدد سكان أدلفي 14,998 نسمة بحسب تعداد عام 2000، وبلغ عدد الأسر 5,332 أسرة وعدد العائلات 3,322 عائلة مقيمة في المنطقة السكنية. في حين سجلت الكثافة السكانية 2,112.4 نسمة لكل كيلومتر مربع (5,471.1/ميل2). وبلغ عدد الوحدات السكنية 5,627 وحدة بمتوسط كثافة قدره 792.5 لكل كيلومتر مربع (2,052.6/ميل2).
وتوزع التركيب العرقي للمنطقة السكنية بنسبة 29.48% من البيض و39.83% من الأمريكيين الأفارقة و0.28% من الأمريكيين الأصليين و9.95% من الأمريكيين ذوي الأصول الآسيوية و0.06% من سكان جزر المحيط الهادئ و15.04% من الأعراق الأخرى و5.36% من عرقين مختلطين أو أكثر و25.74% من الهسبانيون أو اللاتينيون من أي عرق.
بلغ عدد الأسر 5,332 أسرة كانت نسبة 35.2% منها لديها أطفال تحت سن الثامنة عشر تعيش معهم، وبلغت نسبة الأزواج القاطنين مع بعضهم البعض 42.5% من أصل المجموع الكلي للأسر، ونسبة 13.5% من الأسر كان لديها معيلات من الإناث دون وجود شريك،  بينما كانت نسبة 6.3% من الأسر لديها معيلون من الذكور دون وجود شريكة وكانت نسبة 37.7% من غير العائلات. تألفت نسبة 27.5% من أصل جميع الأسر من عدة أفراد يعيشون في نفس المنزل ونسبة 6.1% كانت تتألف من شخص يعيش بمفرده يبلغ من العمر 65 عاماً أو أكثر. وبلغ متوسط حجم الأسرة المعيشية 2.77، أما متوسط حجم العائلات فبلغ 3.35.
بلغ العمر الوسطي للسكان 31.8 عاماً. وكانت نسبة 22.7% من القاطنين تحت سن الثامنة عشر، وكانت نسبة 12.9% بين الثامنة عشر والرابعة والعشرين عاماً، ونسبة 35.6% كانت واقعةً في الفئة العمرية ما بين الخامسة والعشرين والرابعة والأربعين عاماً، ونسبة 18.8% كانت ما بين الخامسة والأربعين والرابعة والستين، ونسبة 8.4% كانت ضمن فئة الخامسة والستين عاماً فما فوق. يوجد لكل 100 أنثى 98.1 ذكر، ويوجد لكل 100 أنثى في الثامنة عشر من عمرها فما فوق 96.6 ذكر.
بلغ متوسط دخل الأسرة في المنطقة السكنية 40,716 دولارًا، أما متوسط دخل العائلة فبلغ 45,161 دولارًا. وكان متوسط دخل الذكور 30,148 دولارًا مقابل 30,771 دولارًا للإناث. وسجل دخل الفرد الخاص بالمنطقة السكنية 17,819 دولارًا. وكانت نسبة 7.5% من العائلات ونسبة 10.2% من السكان تحت خط الفقر، وكان من هؤلاء نسبة 8.1% تحت سن الثامنة عشر ونسبة 11.4% في الخامسة والستين من العمر وما فوق.

### تعداد عام 2010
بلغ عدد سكان أدلفي 15,086 نسمة بحسب تعداد عام 2010، وبلغ عدد الأسر 5,011 أسرة وعدد العائلات 3,145 عائلة مقيمة في المنطقة السكنية. في حين سجلت الكثافة السكانية 2,124.8 نسمة لكل كيلومتر مربع (5,503.2/ميل2). وبلغ عدد الوحدات السكنية 5,526 وحدة بمتوسط كثافة قدره 778.3 لكل كيلومتر مربع (2,015.8/ميل2).
وتوزع التركيب العرقي للمنطقة السكنية بنسبة 25.41% من البيض و36.66% من الأمريكيين الأفارقة و1.38% من الأمريكيين الأصليين و7.82% من الأمريكيين ذوي الأصول الآسيوية و0.05% من سكان جزر المحيط الهادئ و24.06% من الأعراق الأخرى و4.62% من عرقين مختلطين أو أكثر و42.06% من الهسبانيون أو اللاتينيون من أي عرق.
بلغ عدد الأسر 5,011 أسرة كانت نسبة 35.2% منها لديها أطفال تحت سن الثامنة عشر تعيش معهم، وبلغت نسبة الأزواج القاطنين مع بعضهم البعض 38.5% من أصل المجموع الكلي للأسر، ونسبة 15.9% من الأسر كان لديها معيلات من الإناث دون وجود شريك،  بينما كانت نسبة 8.3% من الأسر لديها معيلون من الذكور دون وجود شريكة وكانت نسبة 37.2% من غير العائلات. تألفت نسبة 25.1% من أصل جميع الأسر من عدة أفراد يعيشون في نفس المنزل ونسبة 5.3% كانت تتألف من شخص يعيش بمفرده يبلغ من العمر 65 عاماً أو أكثر. وبلغ متوسط حجم الأسرة المعيشية 2.98، أما متوسط حجم العائلات فبلغ 3.43.
بلغ العمر الوسطي للسكان 31.7 عاماً. وكانت نسبة 21.6% من القاطنين تحت سن الثامنة عشر، وكانت نسبة 12% بين الثامنة عشر والرابعة والعشرين عاماً، ونسبة 36.4% كانت واقعةً في الفئة العمرية ما بين الخامسة والعشرين والرابعة والأربعين عاماً، ونسبة 21.4% كانت ما بين الخامسة والأربعين والرابعة والستين، ونسبة 8.6% كانت ضمن فئة الخامسة والستين عاماً فما فوق. وتوزع التركيب الجنسي للسكان بنسبة 50.8% ذكور و49.2% إناث.